# Evan Hunter
Evan Hunter (født 15. oktober 1926, død 6. juli 2005) var en amerikansk forfatter. Han skrev såvel romaner som filmmanuskripter m.m. under eget navn og under flere pseudonymer.
Hunter var født Salvatore A. Lombino, men han udgav aldrig noget under det navn, og i 1952 tog han navneforandring til Evan Hunter. Under det navn udgav han adskillige romaner: Fortrolige samtaler, En kritisk Affære, Løb – eller dø, Hele banden og Nanny, Møde med fortiden, Mødre og Døtre m.fl.
Hans bedst kendte pseudonym er Ed McBain. Under det navn skrev han to kriminalromanserier, "Matthew Hope" serien med omkring 15 titler, blandt andre Tre blinde Mus, Døden synger Falsk og Skønheden og Udyret. I "Station 87 serien" skrev han mere end 50 titler, hvoraf den første udkom i 1956 og den sidste i 2004. Blandt titlerne kan nævnes Hilsen til chefen, Døv mands hævn, Farlig Romance, Mord i Rosenhaven, Gift, Enkerne og Kvinderne bag betjentene på station 87.
Herudover har Hunter skrevet bøger under pseudonymerne Curt Cannon, Richard Marsten, Hunt Collings, Ezra Hannon og John Abbott. I alt har Hunter skrevet over 100 romaner, mange noveller, skuespil, tv manuskripter, børnebøger og filmmanuskripter. Blandt andet skrev han manuskriptet til Alfred Hitchcock klassikeren "Fuglene" (The Birds) fra 1963).